# Età vittoriana

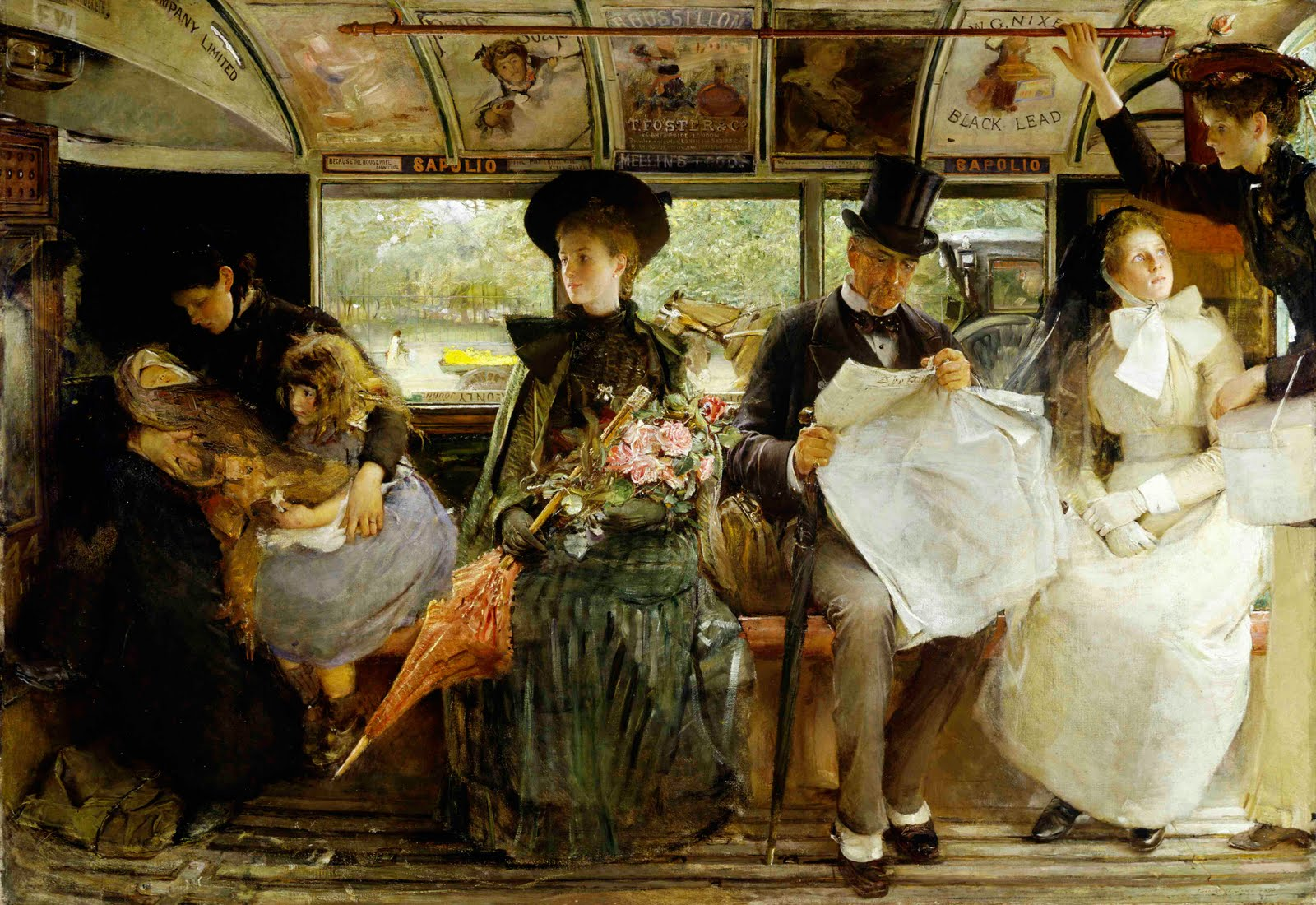
George William Joy, The Bayswater Omnibus, 1895

L'età vittoriana (in inglese Victorian age) è il periodo della storia inglese compreso nel lungo regno della regina Vittoria del Regno Unito, ovvero dal 20 giugno 1837 fino alla sua morte, avvenuta il 22 gennaio 1901.
Quest'epoca seguì l'età georgiana e precedette l'età edoardiana e la sua seconda metà coincide con la prima parte dell'era della Belle Époque dell'Europa continentale. Definita in base alle sensibilità e alle preoccupazioni politiche, talvolta si considera l'approvazione del Reform Act 1832 come l'inizio dell'epoca vittoriana. Questi decenni furono caratterizzati da una situazione di relativa pace tra le grandi potenze (sulla base di quanto stabilito dal Congresso di Vienna), da un incremento delle attività economiche, da una "raffinata sensibilità" e da una forte fiducia nazionale in Gran Bretagna.
Ideologicamente, l'epoca vittoriana fu testimone della resistenza al razionalismo che invece definì il periodo georgiano e di un crescente interesse verso il romanticismo, il misticismo, per i valori sociali e alle arti. Nelle relazioni internazionali, la supremazia della Royal Navy contribuì a mantenere un periodo di relativa pace tra le grandi potenze (Pax Britannica) così come a favorire il consolidamento e l'espansione economica, coloniale e industriale. Una notevole eccezione a questo fu la guerra di Crimea (1853-1856). In questo periodo la Gran Bretagna intraprese un'espansione globale, in particolare in Asia e in Africa, che rese l'impero britannico il più grande impero della storia.
A livello nazionale, l'agenda politica fu sempre più indirizzata verso il liberalismo, con una serie di cambiamenti verso la strada di una graduale riforma politica, industriale e dell'ampliamento del suffragio elettorale. Inoltre si assistette a cambiamenti demografici senza precedenti: la popolazione di Inghilterra e Galles quasi raddoppiò passando dai 16,8 milioni del 1851 ai 30,5 milioni nel 1901; anche la popolazione scozzese aumentò rapidamente, passando dai 2,8 milioni del 1851 ai 4,4 milioni nel 1901. Tuttavia, la popolazione irlandese subì un forte calo, scendendo dagli 8,2 milioni del 1841 a meno di 4,5 milioni di abitanti registrati nel 1901, ciò principalmente a causa della Grande carestia. Tra il 1837 e il 1901, circa 15 milioni di persone emigrarono dalla Gran Bretagna, la maggior parte di essi con destinazione Stati Uniti, Canada, Sudafrica, Nuova Zelanda e Australia.

## La società al momento dell'ascesa della regina Vittoria

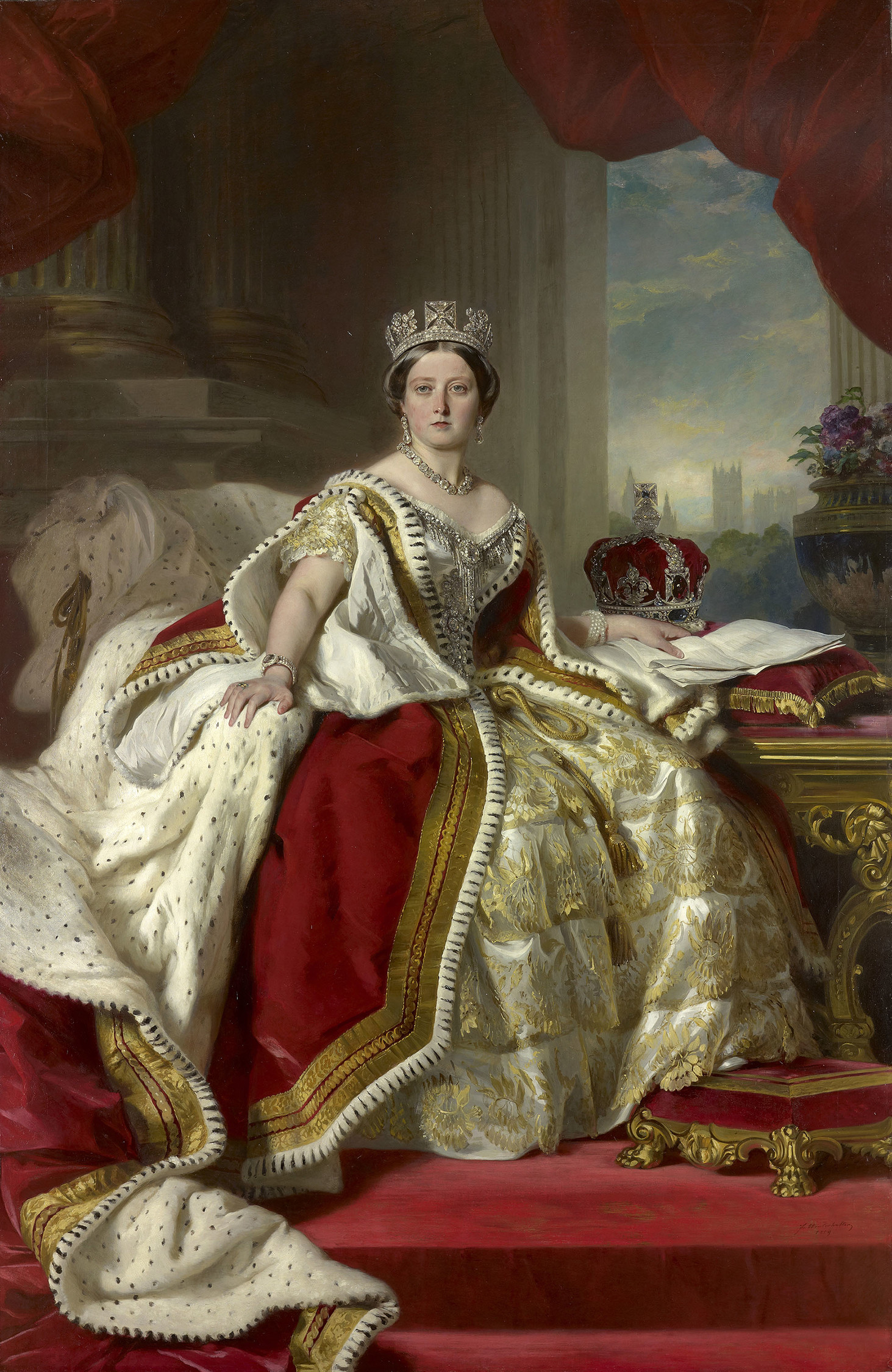
La regina Vittoria in un ritratto del 1859

La regina Vittoria salì al trono a soli 18 anni, nel 1837. Durante il suo lungo regno (durato fino al 1901) l'Inghilterra attraversò un periodo di stabilità, floridità economica ed espansione commerciale e coloniale; la società, però, presentava lacerazioni sociali, psicologiche e culturali che vennero risolte con faticosi compromessi e precari equilibri tra ipocrisia e realtà dello sfruttamento, fede e scienza. In quegli anni si evidenziò fortemente anche il divario tra classi ricche e povere. Nei primi anni del suo regno il suo mentore fu Lord Melbourne, primo ministro whig, e anche le amicizie personali della sovrana erano nel partito liberale.
L'età vittoriana divenne nota per l'impiego di minori (lavoro minorile) in fabbriche, miniere e come spazzacamini. Il lavoro minorile, spesso nato a causa di ristrettezze economiche, giocò un ruolo importante fin dall'inizio della seconda rivoluzione industriale: lo scrittore Charles Dickens, per esempio, lavorò all'età di 12 anni in una fabbrica di lucidi da scarpe, essendo suo padre in prigione per debiti. Nel 1840 soltanto il 20% dei bambini di Londra frequentava scuole. Intorno al 1860 circa la metà dei bambini d'età compresa tra 5 e 15 anni frequentava la scuola (compresa la scuola domenicale) e i bambini dei poveri dovevano aiutare nel sostegno del bilancio familiare, spesso lavorando molte ore in attività pericolose per paghe molto basse.
Bambini agili venivano impiegati come spazzacamini; i più piccoli venivano impiegati per scivolare sotto i macchinari per recuperare i rocchetti di cotone; e ancora i bambini venivano impiegati per lavorare nelle miniere di carbone, strisciando attraverso tunnel troppo stretti e bassi per gli adulti. I bambini lavoravano inoltre come fattorini, spazzini, lustrascarpe, fiammiferai, venditori di fiori o altri beni economici. Alcuni intraprendevano il lavoro come apprendisti di rispettabili attività, come l'edilizia, o come collaboratori domestici (a metà del XVIII secolo c'erano circa 220.000 domestici a Londra). Le ore di lavoro erano molte: i muratori potevano lavorare anche 64 ore a settimana in estate e 52 in inverno, mentre i domestici lavoravano 80 ore a settimana. La prostituzione, soprattutto di giovani donne (la maggior parte delle prostitute a Londra aveva tra i 12 e i 22 anni d'età), emerse come un serio problema sociale.
Nel 1840 Vittoria sposò Alberto, principe di Sassonia-Coburgo-Gotha, suo cugino. Le posizioni conservatrici del principe Alberto influenzarono le idee politiche della regina; dopo il 1841, quando il governo Melbourne cadde, Vittoria divenne una sostenitrice e alleata del partito conservatore. Negli ultimi vent'anni di regno la popolarità di Vittoria presso tutte le classi sociali raggiunse i massimi livelli. Considerata un esempio di onestà, moralità, patriottismo e dedizione alla famiglia, Vittoria fu il simbolo vivente della solidità dell'impero britannico. Durante il suo regno, durato sessantatré anni, il Paese conobbe un periodo di prosperità senza precedenti, di cui trasse beneficio la classe media. Vittoria morì nel 1901.

## Storia politica ed economica

### Da Peel a Palmerston

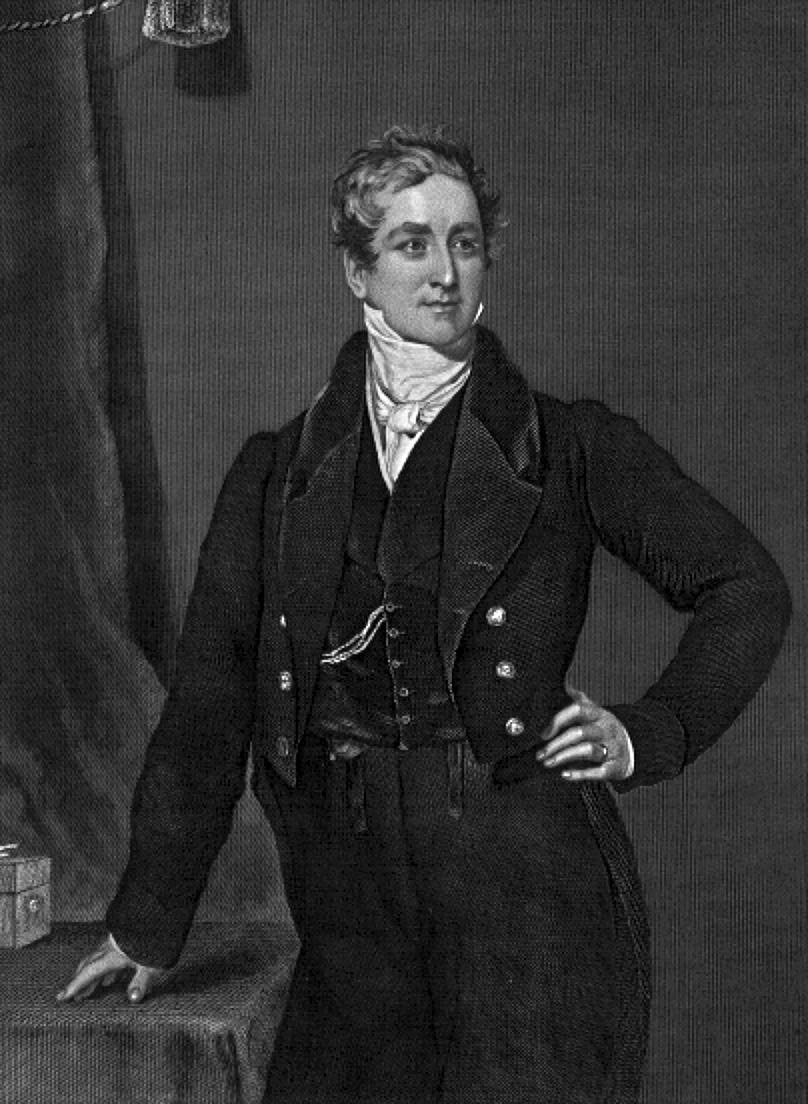
Sir Robert Peel.

La situazione economica che Vittoria ereditò alla sua ascesa non è semplice e negli anni precedenti i liberali non erano stati capaci di rimediare ai problemi economici nati da un deficit crescente, dal ristagno dei traffici, e da alcune pesanti carestie: se si considera il forte incremento demografico, si comprende che la situazione in Inghilterra era molto grave. Dopo i primi dissensi, la regina ammirò e sostenne fermamente la politica liberista di Sir Robert Peel.
In politica economica cercò di aumentare i traffici commerciali abolendo definitivamente i dazi interni, e recuperando le mancate entrate introducendo un'imposta sul reddito, che era già stata applicata in tempo di guerra. Molto lunga e complessa fu la questione delle leggi del grano: introdotte nel 1815, grazie all'influenza dei proprietari terrieri, erano sostenute dai protezionisti che capeggiavano Peel, ma fortemente osteggiate dalla Lega contro le Leggi del Grano, che esprimeva le esigenze della maggior parte degli inglesi. Lo stesso primo ministro si convinse della necessità del liberismo nel commercio dei cereali, anche per l'incombente carestia in Irlanda, che non poteva essere colmata dal raccolto inglese. Tuttavia, sicuro dell'appoggio del popolo, dimenticò su quale classe sociale si basasse il suo potere.
Nel giugno 1846 abolì di fatto questa legge, ma ciò spezzò il partito conservatore, i cui membri trovarono nei discorsi di un giovane di origine ebree, Benjamin Disraeli, una nuova guida che rispondeva ai loro interessi e che aveva intenzione di tutelare le grandi famiglie agricole. Lo stesso giorno in cui l'abolizione della legge passava alla Camera dei lord, il 25 giugno, ai Comuni Peel veniva sconfitto da una coalizione di Wighs e Tories. Il partito conservatore non tornò al potere che vent'anni più tardi. Peel morì per una caduta da cavallo nel 1850. Tra il 1846 e il 1886 il potere fu ricoperto quasi ininterrottamente da governi liberali. Il primo ministro a salire al potere fu Lord John Russell, fino al 1852, seguito, dopo una breve parentesi del Conte di Derby, dal Governo di Aberdeen, che fu coinvolto nella guerra di Crimea contro la sua volontà: di fatto il suo pacifismo gli fece perdere la sua posizione a vantaggio di Henry John Temple, terzo visconte Palmerston.

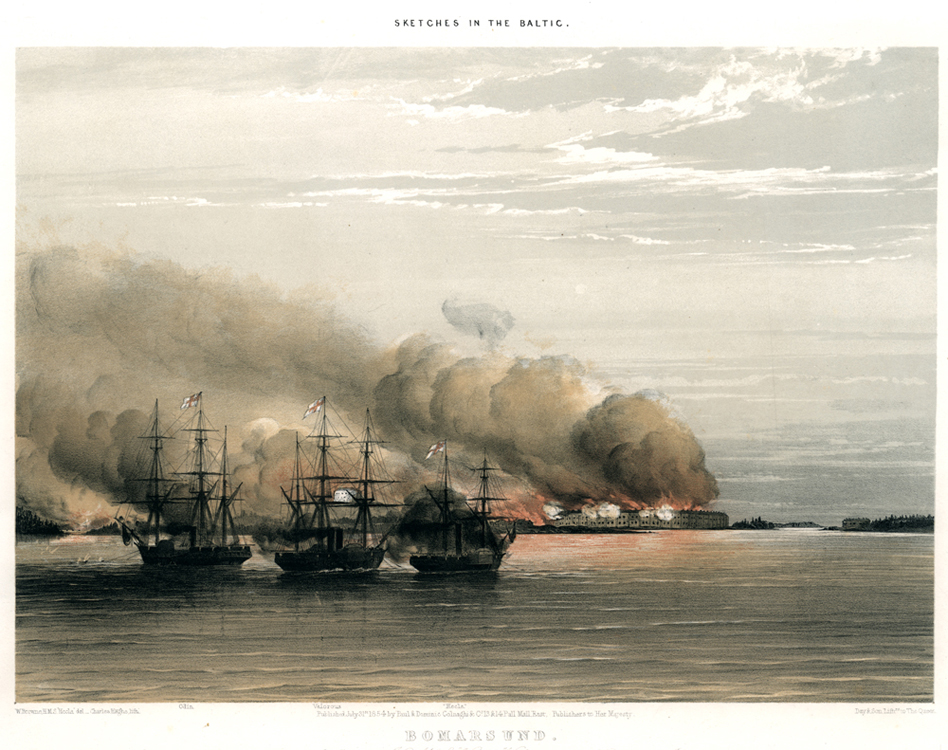
Le navi britanniche bombardano la fortezza russa di Bomarsund, nel Mar Baltico durante la guerra di Crimea.

Lord Palmerston non fu mai escluso in verità dal governo dal 1808 al 1865, soprattutto come ministro degli esteri. Egli era difficilmente inquadrabile in un partito e non aderiva ad alcuna dottrina: entrato in politica come tory, manteneva un comportamento da aristocratico whig; la sua politica si basava sulla fiducia che riponeva nel popolo britannico, che lo appoggiava per la sua franchezza. Era invece inviso quasi a tutti i politici, per i suoi metodi avventati, poco diplomatici e indipendenti che usava abitualmente: egli tendeva a difendere qualsiasi suddito della corona, dovunque esso si trovasse e qualsiasi cosa avesse fatto. Anche i suoi rapporti con la corte non furono semplici: egli dichiarava apertamente il suo antagonismo nei confronti del dispotismo austriaco, russo e pontificio, in contrasto con le idee della regina, e in particolare del suo consorte, che consideravano il potere austriaco assolutamente legittimo. Forte assertore della guerra di Crimea, fu costretto a firmare il trattato di Parigi nel 1856. due anni più tardi dovette affrontare i moti indiani del 1857: molte truppe indiane si ribellarono alla potenza inglese e compirono rappresaglie sui colonizzatori e le loro famiglie.
La situazione per Palmerston volse al peggio a causa di una guerra in Cina, causata da un banale incidente diplomatico: l'inutilità del conflitto fece infuriare i suoi nemici, che infine vinsero le elezioni. Tuttavia Disraeli non riuscì a trovare la maggioranza assoluta, e dal 1859 al 1865 il potere fu nelle mani del "triumvirato", capitanato da Palmerstone, John Russell e William Ewart Gladstone. La mediazione di questi ultimi due statisti evitò che il bellicoso Primo ministro attaccasse la Francia, a causa dell'odio che montava per l'atteggiamento francese nei confronti dell'Italia, fortemente sostenuta dal triumvirato. Nello stesso periodo l'Inghilterra evitò di essere coinvolta nella Guerra di secessione americana (1861-1865): questo fatto avrebbe potuto essere disastroso, anche perché le classi più agiate e più in vista parteggiavano per i Sudisti, (pur avendo più chiara la situazione italiana, che la politica americana) nonostante il fatto che cercassero di evitare l'argomento dello schiavismo, che in verità non difendevano.
Palmerston muore nel 1865; viene sostituito alla carica di Primo Ministro da John Russell e, dopo un paio d'anni, da Edward Smith-Stanley, duca di Derby.

### Le riforme di Gladstone

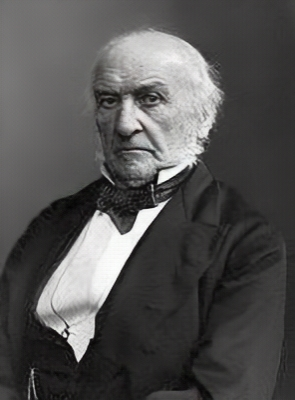
William Ewart Gladstone, quattro volte Primo Ministro

Nel 1832 una contestata riforma elettorale aveva ampiamente cambiato il Parlamento, dividendo il potere tra i proprietari terrieri e il ceto medio, dando il diritto di voto ai fittavoli e alla media borghesia, ma lasciando esclusa la borghesia minore e gli operai.
Nel 1866, dunque durante il governo di Russell, William Ewart Gladstone promosse una nuova riforma che allargava, ma solo leggermente, il limite di reddito degli aventi diritto al voto. La proposta era molto moderata, considerando che egli stesso aveva pubblicamente dichiarato la sua convinzione che questo diritto andasse esteso anche alla classe operaia, ma era comunque da molti considerata molto ardita. In particolare Robert Lowe si pose al comando dell'opposizione, sostenendo che gli operai non avessero le qualità morali e intellettuali per votare. Ovviamente, ciò scatenò le ire della classe operaia. Il progetto non passò alla camera, e il governo di Russell si dimise. Edward Smith-Stanley, duca di Derby, che gli succedette, era un conservatore e si trovava in minoranza alla camera. Nell'autunno del 1866 la protesta divampò nel Regno Unito, e pur mantenendosi sempre pacifica, si allargò tra le classi più agiate la paura per un'insurrezione del popolo. Disraeli, vero pensatore del governo, comprese la situazione e avanzò un altro progetto di riforma, che allargava il diritto di voto a tutti gli uomini legalmente domiciliati nei "borghi". Poiché il partito conservatore era molto disciplinato e poco incline allo scontro con i propri capi, il progetto passò. La classe sociale che ne fu esclusa fu quella dei lavoranti agricoli, che a differenza dei fittavoli decisamente benestanti, era molto svantaggiata.
La prima elezione con il nuovo sistema fu nel dicembre 1868. Essa non portò al potere nuove figure emergenti dai ranghi operai, in quanto in questo periodo era scomparso l'antagonismo di classe: essi chiedevano riforme, ma in sostanza avevano una condizione di vita che li lasciava soddisfatti, essendo nettamente migliorata rispetto a quella dei loro padri. Così il nuovo governo fu guidato da Gladstone, che fuse in esso i liberali con i radicali, contrapposto da un fiero e valido oppositore come Disraeli.
Due anni più tardi ci fu la sua prima importante riforma, la Legge sull'Educazione. Fino ad allora la maggior parte delle scuole di base era gestita da scuole di origine volontaria, per lo più anglicane, che ricevevano un piccolo sussidio statale. La situazione in Inghilterra era piuttosto seria e decisamente arretrata, anche per l'epoca: solo la metà dei bambini frequentava le scuole, solitamente di qualità decisamente mediocre. La motivazione che giustificava un tale ritardo era l'accesa controversia che si accendeva ad ogni proposta di riforma, cioè il problema religioso. Coloro che appoggiavano Gladstone desideravano un sistema scolastico statale e laico, che estromettesse la Chiesa anglicana. I conservatori ovviamente si opponevano fieramente. Ora però diventava assolutamente prioritario rendere l'educazione elementare di massa, a seguito del suffragio maschile. Il progetto di questa riforma fu opera di W. E. Forster, membro della chiesa anglicana: in sostanza aumentava il sussidio alle scuole confessionali, garantendone la sopravvivenza, ma creava istituti pubblici laddove ora non ne erano presenti, pagati grazie alle tasse locali. In Commissione venne aggiunto un emendamento che vietava l'insegnamento strettamente confessionale anche nelle scuole anglicane. Il progetto costò caro a Gladstone, ma funzionò: tra il 1870 e il 1890 la frequentazione scolastica crebbe da un milione e un quarto a quattro milioni e mezzo di fanciulli. Nel 1880 l'obbligatorietà fu resa generale e nel 1891 la scuola elementare diventò gratuita. Nel contempo migliorò anche l'istruzione superiore che nel secolo precedente si trovava in una situazione di grande prestigio, ma di notevole degrado, in quanto anche Università come Oxford e Cambridge erano pressoché inutili per la preparazioni degli studenti. Il processo di riforma in questo caso fu più travagliato, poiché le Università cercarono di difendere la loro tradizione d'indipendenza; nel 1871 furono approvate le Leggi di Prova, che aprirono l'accesso a tutti gli uomini di ogni confessione religiosa, eliminando le "prove" religiose imposte precedentemente dalla Chiesa anglicana. Anche le donne cominciarono ad accedere all'educazione superiore, anche se non venivano riconosciute come membri delle Università a tutti gli effetti.
Gladstone si occupò di un altro grande problema dell'epoca pre-vittoriana: il clientelismo. Gli impieghi pubblici erano quasi tutti appannaggio dei clienti di membri del Parlamento o di altri personaggi di una certa influenza. Ciò causò la lentezza e l'incompetenza che divenne all'epoca proverbiale. Finalmente nel 1870 fu abolito l'ingresso di favore e introdotto in quasi tutti gli uffici il metodo del libero concorso, su cui si basa un sistema meritocratico, riconosciuto come l'unico veramente utile.
Altra riforma di questo stampo fu applicata all'esercito: allora il modo migliore, nonché l'unico, per far carriera era quello di comprare a caro prezzo un titolo dal proprio superiore: il risultato era che i più poveri non avevano modo di salire la scala gerarchica, anche se meritevoli. Il cambiamento fu fortemente osteggiato dal duca di Cambridge, comandante in capo dell'esercito, e dai soldati stessi. La legge di riforma fu così combattuta che passò solo per ordine reale dalla Camera dei lord.
Nel 1871 ci fu un'altra importante riforma sociale, la legge sui sindacati (trade union, "unioni di lavoro"). I sindacati non avevano al tempo una vera e propria formazione unitaria e una sentenza del 1866 li aveva resi sostanzialmente illegali. La nuova legge li proteggeva dal punto di vista legale, ma attaccava il singolo lavoratore come individuo, rendendo impossibile manifestare. Quest'ultimo emendamento fu abolito nel 1875 dal successivo governo di Disraeli.

### Disraeli

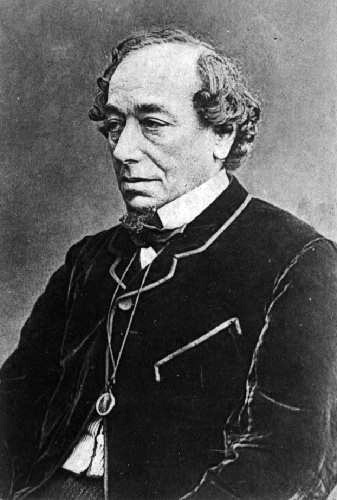
Benjamin Disraeli, I conte di Beaconsfield.

La sconfitta di Gladstone alle elezioni del 1874 fu causata dalla sua politica poco elettorale, per la legge contro i sindacati e alcune norme verso la Chiesa. Ma forse è più corretto dire che egli aveva già compiuto le riforme nel suo programma, e aveva già esaurito la sua spinta al rinnovamento. Queste elezioni furono le prime a scrutinio segreto, non più a votazione pubblica. Benjamin Disraeli aveva promesso un periodo di riposo e calma dopo anni così turbolenti, e di mantenere una promessa, quella della riforma sociale. Il suo ministro agli interni Richard Cross si impegnò attivamente per migliorare la legislazione riguardo alle condizioni lavorative e igieniche degli operai: nel 1875 passò la Legge sulla Sanità pubblica, mentre la Legge sulle abitazioni artigiane permise il controllo delle condizioni di lavoro nei quartieri più umili. Altre leggi furono volte ad incitare le amministrazioni municipali ad intervenire in numerosi aspetti della vita pubblica e privata.
Durante il suo governo egli si occupò più di politica estera che di politica interna. Nel 1875 nominò la regina Vittoria imperatrice d'India, e nel 1878 comprò a nome dell'Inghilterra moltissime azioni del canale di Suez per avere sotto controllo il principale passaggio per le Colonie. Nel '78, sebbene in ritardo, intervenne in un attacco russo contro l'Impero Ottomano, che portò al Trattato di Berlino, che evitò una guerra europea per l'annosa questione balcanica. Nonostante questa "pace con onore" avesse contribuito alla sua popolarità, questa scese a causa della depressione dell'agricoltura e per i lunghi dissidi contro Zulu e Afgani in cui si era invischiato.
Questo causò la sua inattesa sconfitta alle elezioni del 1880, che riportarono al governo una vecchia conoscenza, Lord Gladstone. Un anno più tardi Disraeli, ritiratosi a vita privata, morì.

### Secondo governo Gladstone
Il secondo ministero di William Ewart Gladstone fu decisamente meno fortunato del primo. Nel 1868 era stato eletto per attuare un ben preciso sistema di riforme, che difatti attuò. Nel 1880 invece salì al potere senza un vero e proprio programma elettorale, in quanto era stato necessario solo far risaltare i problemi della politica estera del predecessore. Il suo stesso partito era tenuto assieme solo dalla sua presenza, per il forte contrasto tra il "conservatorismo" di vecchia data, e figure emergenti come Austen Chamberlain, il quale aveva idee quasi socialiste. Il capo dell'opposizione in Parlamento era Northcote, privo di un forte spirito battagliero incarnato nel "quarto partito". Questo era costituito da quattro personaggi quasi indipendenti, tra i quali spiccava Lord Randolph Churchill, padre dell'ancora più famoso Winston. Essi erano dei conservatori democratici, e avversi a Gladstone per idee e carattere.
La più grande opera di questo governo consistette nell'approvazione della Terza Legge Elettorale nel 1884. Questa estese il diritto di voto anche a coloro che non erano domiciliati nei "borghi", ma risiedevano nelle contee. Tra questi vi erano i lavoratori di alcune industrie, come i minatori e alla popolazione rurale. Per la prima volta essi assunsero un determinato potere politico: si erano dimostrati in effetti incapaci di organizzare sindacati uniti, e così la propaganda in loro favore fu effettuata dagli organismi industriali. Il diritto di voto portò altri vantaggi, in quanto anche i proprietari terrieri cominciarono a tenerli in maggior considerazione e a migliorare il loro trattamento. La necessità di migliorare le loro condizioni di vita era anche determinata dal tentativo di evitare l'accrescersi dell'emigrazione dalle campagne: l'industria era ormai il motore economico dell'Inghilterra, e l'agricoltura era in crisi per l'assenza di protezionismo, ma era necessario continuare a coltivare i campi.
La legge passò facilmente ai Comuni, ma incontrò notevoli ostacoli alla Camera dei lord, i quali pretesero un nuovo schema di redistribuzione dei seggi. La situazione, che avrebbe potuto aggravarsi, fu risolta dall'abilità diplomatica di Gladstone nel trattare con l'opposizione.
Nel giugno del 1885 Gladstone, dopo una votazione contraria si dimise, a seguito dei fatti di Khartum. Il potere fino alle elezioni dell'inverno seguente fu preso da Robert Gascoyne-Cecil, Lord Salisbury.
Le elezioni in effetti furono favorevoli a Gladstone, ma non furono decisive: il "terzo partito", l'Home Rule, era decisivo: questo era rappresentato da dissidenti irlandesi che chiedevano la ridistribuzione delle terre. Inizialmente si alleò con i conservatori, i quali rifiutarono di sostenere i loro progetti. Allora fecero cadere il ministero, dando il loro appoggio a Gladstone. Egli tuttavia non riuscì nell'impresa di mantenere il partito unito e contemporaneamente accettare le posizioni irlandesi. Caduto il governo su una riforma dell'Home Rule, alle elezioni del luglio 1886 Gladstone perse e si diede inizio a quasi vent'anni di governo conservatore.

### Salisbury
Il primo ministero di Robert Gascoyne-Cecil, Lord Salisbury, fu contrassegnato dall'accresciuto potere dei sindacati: dopo la loro legalizzazione esse non avevano sviluppato un loro progetto politico unitario, non avevano piena autonomia e mancava un vero e proprio partito dei lavoratori. Inoltre nella seconda metà degli anni ottanta si venne a formare il cosiddetto "nuovo unionismo", che aveva come principale scopo quello di assistere i lavoratori più umili. Una delle prime schermaglie fu lo sciopero delle ragazze impiegate nelle fabbriche di fiammiferi di Londra. Successivamente si ribellarono i lavoratori del porto, mettendosi in sciopero per ottenere un aumento di stipendio. Il successo di queste iniziative fu determinato dal fatto che l'opinione pubblica era sostanzialmente a loro favore: si vennero a formare nuovi Sindacati per la manodopera non qualificata.
Salisbury fu nuovamente rieletto nel 1886; durante questo suo nuovo ministero fece passare, nel 1888 la Legge sui consigli delle Contee, che istituì l'amministrazione locale elettiva, i Consigli delle Contee, e aumentò il numero di "borghi".
Alle elezioni del 1892, la maggioranza ottenuta dai liberali e dagli irlandesi dell'Home Rule fu troppo piccola, e Gladstone si trovò a formare il suo quarto governo. Questo fu però presto abbattuto per il rifiuto della Camera dei lord di far passare un'altra riforma irlandese. Nel 1893 Gladstone, dopo una lunga e onorata carriera, si ritirò a vita privata.
Nel 1895 i liberali subirono una disastrosa sconfitta, che divise il partito e privò il governo di Salisbury di una seria opposizione. Accanto al primo ministro, la figura di maggior spicco era il ministro delle Colonie, Chamberlain, accanito fautore dell'imperialismo, che si contrapponeva a Salinsbury che credeva nella pace. Quest'ultimo si dimise nel 1902, alla vigilia della sua morte, che seguì di poco quella della regina Vittoria, avvenuta il 22 gennaio 1901.

## Cultura
Il fascino che le novità esercitarono sull'età Vittoriana esitò in un profondo interesse per i rapporti tra modernità e continuità culturale. L'architettura del Rinnovamento gotico (Gothic Revival) divenne durante questo periodo sempre più importante, fino alla cosiddetta "battaglia degli stili" tra gli ideali del gotico e del classico. L'architettura di Charles Barry per il nuovo Palazzo di Westminster, gravemente danneggiato dall'incendio del 1834, fu costruito nello stile medievale della Westminster Hall, cioè della parte dell'edificio sopravvissuta all'incendio. Esso costituì un resoconto di continuità culturale, in opposizione alle violente dieresi della Francia rivoluzionaria, un confronto comune del periodo, come espresso da Thomas Carlyle nella sua French Revolution: a history (1837) e da Charles Dickens in Racconto di due città (1859). Il gotico era anche sostenuto dal critico John Ruskin, che affermava come esso incarnasse valori comuni e sociali complessivi, opposti a quelli espressi dal classicismo, considerato l'incarnazione della standardizzazione meccanica.

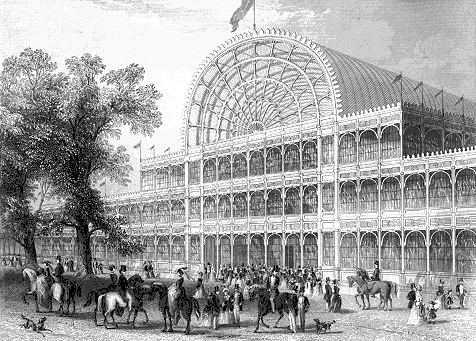
Il Palazzo di Cristallo nella sua versione originale.

La metà del secolo diciannovesimo vide la Grande esposizione universale di Londra (Great Exhibition of the Works of Industry of all Nations) del 1851, la prima Esposizione universale, e mise in mostra le più grandi innovazioni del secolo. Al suo centro il Palazzo di Cristallo, un'enorme struttura modulare in ferro e vetro - il primo di questo tipo. Esso fu condannato da Ruskin come il vero modello della disumanizzazione meccanica di un progetto, ma successivamente presentato come il prototipo dell'architettura moderna. La comparsa della fotografia, anch'essa dimostrata per la prima volta alla Grande esposizione, diede la stura a importanti cambiamenti nell'arte vittoriana. John Everett Millais fu influenzato dalla fotografia (soprattutto nel suo ritratto di Ruskin) così come altri artisti preraffaelliti. Successivamente fu associata al movimento impressionista e a quello realista, che avrebbero dominato gli ultimi anni del periodo con le opere di artisti come Walter Sickert e Frank Holl.

## Intrattenimenti
Forme popolari di intrattenimento variavano in base alla classe sociale di appartenenza. La Gran Bretagna vittoriana, come i periodi che l'avevano preceduta, era interessata al teatro e alle arti; molto frequentati erano gli spettacoli musicali, le tragedie, e l'opera. Esistevano, comunque, anche altre forme di intrattenimento. I giochi d'azzardo con le carte, tenuti in strutture popolarmente note come casinò, erano molto diffusi durante questo periodo: tanto che movimenti evangelici e riformisti si indirizzavano specificamente a queste strutture nei loro sforzi di fermare il gioco d'azzardo, l'uso delle bevande alcoliche e la prostituzione.
Le bande musicali e i gazebo per bande divennero popolari nell'età vittoriana. Il gazebo per le bande era una semplice costruzione che non solo creava un punto focale ornamentale, ma garantiva le esigenze acustiche e al tempo stesso un riparo di fronte alle bizzarrie del clima britannico. Era abbastanza comune udire la musica di una banda mentre si passeggiava nei parchi. In questo periodo le registrazioni musicali erano ancora una novità.
Un'altra forma di intrattenimento prevedeva degli 'spettacoli' durante i quali eventi paranormali, come l'ipnosi, la comunicazione con i morti (tramite l'intermediazione di una medium o "channelling"), evocazione di spiriti e simili, venivano condotti per il divertimento di folle e partecipanti. Queste attività furono più popolari durante questo periodo che in qualunque altro della recente storia occidentale.

## Tecnologia e ingegneria

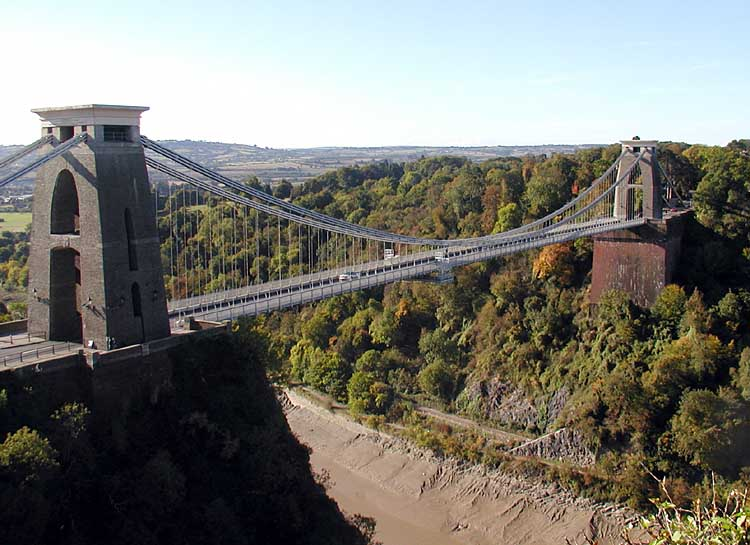
Il ponte sospeso di Clifton di Isambard Kingdom Brunel a Bristol

Una grande impresa ingegneristica dell'età vittoriana fu il sistema fognario di Londra, progettato da Joseph Bazalgette nel 1858. Egli propose di costruire una rete fognaria di 132 km con 1600 km di scarichi stradali. Si dovettero affrontare molti problemi ma le fognature furono completate. Dopo ciò, Bazalgette progettò il lungotamigi (Thames Embankment) destinato ad ospitare scarichi fognari, condutture idriche e la Metropolitana di Londra. Durante lo stesso periodo venne ampliato e migliorato l'acquedotto di Londra, e negli anni ottanta del XIX secolo si costruirono una rete di gas naturale per l'illuminazione stradale e una rete di gas per riscaldamento.
Durante l'età vittoriana, la scienza divenne la disciplina che è oggi. Oltre all'aumento della professionalità delle scienza universitarie, molti gentiluomini vittoriani dedicarono il loro tempo allo studio della storia naturale. Tale disciplina venne enormemente rinforzata da Charles Darwin e dalla sua teoria dell'evoluzione, pubblicata per la prima volta nel suo saggio L'origine delle specie nel 1859.

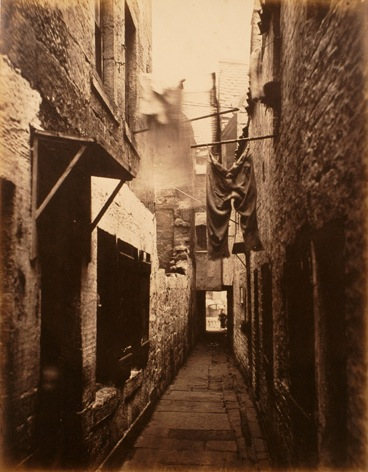
I bassifondi di Glasgow nel 1871

La fotografia fu sviluppata nel 1837 da Louis Daguerre in Francia e da William Fox Talbot nel Regno Unito. Intorno al 1900 erano già disponibili macchine fotografiche portatili.
Benché inizialmente sviluppato nei primi anni del XIX secolo, fu solo durante l'età vittoriana che il gas illuminante si diffuse nell'industria, nelle abitazioni, negli edifici pubblici e nelle strade. L'invenzione della reticella incandescente negli anni novanta del XIX secolo migliorò notevolmente l'emissione luminosa assicurando la sua sopravvivenza fino agli anni sessanta del XX secolo. Centinaia di gasometri furono costruiti in città e paesi di tutta la Nazione. Nel 1882 furono introdotte le lampadine elettriche nelle strade di Londra, benché ci sarebbero voluti ancora molti anni prima che si diffondessero ovunque.

## Povertà

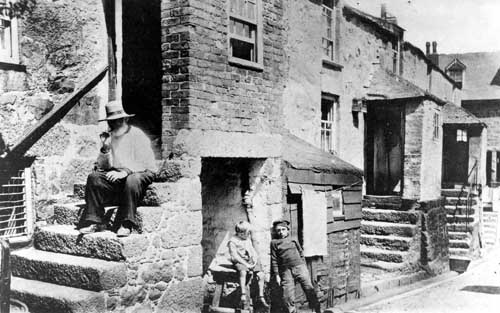
Vita della classe lavoratrice a Wetherby, West Yorkshire, Regno Unito, in età vittoriana

Nel XIX secolo la Gran Bretagna vide un enorme incremento della popolazione accompagnato da una rapida urbanizzazione stimolata dalla rivoluzione industriale. Le campagne si svuotarono e la maggior parte della popolazione si riversò nelle città più industrializzate. Il gran numero di persone non specializzate e in cerca di lavoro contribuiva a mantenere le paghe appena al livello di sussistenza. Le abitazioni disponibili erano scarse e costose, con esito in sovraffollamento. Questi problemi erano ingigantiti a Londra, dove la popolazione cresceva a velocità record. Grandi case venivano trasformate in appartamenti e casamenti e, mentre i proprietari non provvedevano alla ristrutturazione di queste residenze, comparivano i bassifondi. Kellow Chesney descrisse la situazione in questi termini: "Orribili bassifondi, alcuni di questi estesi per ettari, alcuni non più che recessi di miseria oscura, costituiscono una parte notevole della metropoli... In case grandi, un tempo belle, trenta o più persone di tutte le età possono vivere in un'unica stanza" (The Victorian Underworld).

## Lavoro minorile

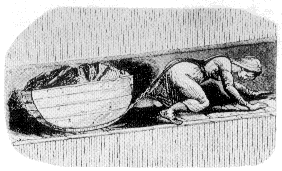
Ragazza che tira un carrello in una miniera. Dal rapporto ufficiale della commissione parlamentare nella metà del XIX secolo.

L'età vittoriana divenne nota per l'impiego di minori in fabbriche, miniere e come spazzacamini. Il lavoro minorile, spesso nato a causa di ristrettezze economiche, giocò un ruolo importante fin dall'inizio della Rivoluzione industriale: Charles Dickens per esempio, lavorò all'età di 12 anni in una fabbrica di lucidi da scarpe, essendo la sua famiglia in una prigione per debiti. Nel 1840, soltanto il 20% dei bambini di Londra possedeva una qualche scolarità. Intorno al 1860 circa la metà dei bambini d'età compresa tra 5 e 15 anni frequentava la scuola (compresa la Scuola domenicale).
I bambini dei poveri dovevano aiutare nel sostegno del bilancio familiare, spesso lavorando molte ore in attività pericolose per paghe molto basse. Bambini agili venivano impiegati come spazzacamini; i bambini più piccoli venivano impiegati per scivolar sotto i macchinari per recuperare i rocchetti di cotone; e ancora i bambini venivano impiegati per lavorare nelle miniere di carbone, strisciando attraverso tunnel troppo stretti e bassi per gli adulti. I bambini lavoravano inoltre come fattorini, spazzini, lustrascarpe, fiammiferai, venditori di fiori o altri beni economici. Alcuni bambini intraprendevano il lavoro come apprendisti di rispettabili attività, come l'edilizia, o come collaboratori domestici (a metà del XVIII secolo c'erano circa 120.000 domestici a Londra). Le ore di lavoro erano molte: i muratori potevano lavorare anche 64 ore a settimana in estate e 52 in inverno, mentre i domestici lavoravano 80 ore a settimana. Molte ragazze lavoravano come prostitute (la maggior parte delle prostitute a Londra aveva tra i 15 e i 22 anni d'età).
(Isabella Read, 12 anni, portatrice di carbone, testimonianza raccolta dalla Commissione Mineraria Ashley, 1842)
(Patience Kershaw, 17 anni, portatrice di carbone, testimonianza raccolta dalla Commissione Mineraria Ashley, 1842)
I bambini venivano mandati a lavorare già all'età di tre anni. Nelle miniere di carbone i bambini iniziavano a lavorare a cinque anni e generalmente morivano prima dei 25. Molti bambini (e adulti) lavoravano 16 ore al giorno. Nel 1802 e nel 1819 leggi delle fabbriche il limite delle ore di lavoro passò a 12 ore in fabbrica e nei cotonifici. Queste leggi erano ampiamente inefficaci e dopo molte agitazioni radicali, da parte, per esempio, del "Comitato Orario Ridotto" nel 1831, una commissione reale raccomandò nel 1833 che i bambini di 11-18 d'età dovessero lavorare al massimo 12 ore al giorno, i bambini di 9-11 massimo otto ore, mentre ai bambini sotto i nove anni non avrebbe dovuto essere permesso di lavorare. Questa legge, però, si applicava solo all'industria tessile, e altre agitazioni portarono ad una successiva legge nel 1847 con la quale si limitava a 10 ore l'orario di lavoro per bambini e adulti.

## Moralità
L'era vittoriana è famosa per le sue norme di morale personale. Gli storici concordano generalmente che le classi medie possedessero norme elevate di morale personale (e di solito le seguivano), ma hanno dibattuto se le classi operaie facessero altrettanto. I moralisti del tardo XIX secolo come Henry Mayhew condannavano i bassifondi per i loro presunti elevati tassi di coabitazione senza matrimonio e di nascite illegittime. Tuttavia nuove ricerche che usano l'abbinamento computerizzato dei file di dati mostrano che i tassi di coabitazione fossero alquanto bassi  –  sotto il 5%  –  per le classi operaie e per i poveri. Per contrasto nella Gran Bretagna del XXI secolo, quasi metà di tutti i bambini sono nati fuori dal matrimonio, e nove sposi novelli su dieci hanno coabitato.

### Prostituzione
Fin dall'inizio del 1840, le più importanti agenzie d'informazione, uomini di chiesa e donne nubili divennero sempre più preoccupati dalla prostituzione, che divenne nota come il grande male sociale. Benché le stime e il numero delle prostitute a Londra verso il 1850 variasse notevolmente (nel suo studio miliare, Prostituzione, William Acton riportò che la polizia stimava in 8.600 il numero delle prostitute a Londra, solo nel 1857) è sufficiente per affermare che il numero delle donne che lavoravano sulla strada divenne sempre più difficile da ignorare. Il censimento del Regno Unito del 1851 rese evidente lo squilibrio demografico con un 4% in più di donne rispetto agli uomini. A quel punto la questione della prostituzione da problema etico-religioso divenne problema socioeconomico. Il censimento del 1851 mostrò come la popolazione della Gran Bretagna fosse di circa 18 milioni di abitanti; ciò significava che circa 750.000 donne sarebbero rimaste nubili semplicemente perché non c'erano abbastanza uomini.
Mentre l'Ospizio Maddalena si occupava di "riabilitare" le prostitute fin dalla metà del XVIII secolo, gli anni tra il 1848 e il 1870 videro una vera e propria esplosione del numero di istituzioni che lavoravano per "riscattare" queste "donne perdute" dalle strade e riqualificarle per introdurle nella società rispettabile - generalmente per lavorare come domestiche. Il tema della prostituzione e delle "donne perdute" (un termine di comodo usato per descrivere ogni donna che avesse rapporti sessuali al di fuori del matrimonio) divenne l'ingrediente principale di ogni discussione letteraria e politica medio-vittoriana. Negli scritti di Henry Mayhew, Charles Booth e altri, la prostituzione iniziò ad essere vista come problema sociale.
Quando il Parlamento approvò la prima delle leggi sulle malattie contagiose nel 1864 (che consentì ad ogni polizia locale di obbligare ogni donna sospettata di esser affetta da una delle malattie sessualmente trasmissibili di essere sottoposta a ispezione corporale) la crociata di Josephine Butler per respingere le leggi sulle malattie contagiose unì la causa anti-prostituzione all'emergente movimento femminista. Butler attaccò il vecchio doppio standard dell'etica sessuale.
Le prostitute venivano spesso presentate come vittime sia nella letteratura sentimentale sia nella poesia di Thomas Hood Il Ponte dei Sospiri, nel romanzo Mary Barton di Elizabeth Gaskell e in Le avventure di Oliver Twist di Charles Dickens. L'enfasi posta sulla purezza delle donne descritta in opere come L'Angelo della Casa di Coventry Patmore contribuì ad un ritratto della prostituta e della donna perduta come sporca, corrotta e bisognosa di pulizia.
A questa enfasi sulla purezza femminile si aggiunse lo stress del lavoro di casalinga, ruolo femminile, che contribuiva a creare uno spazio libero dall'inquinamento e dalla corruzione della città. In tal senso, la prostituta finì per assumere un significato simbolico di incarnazione della violazione di questa linea di confine. Il doppio standard rimase in vigore. La legge sul divorzio introdotta nel 1857 consentì ad ogni uomo di divorziare dalla propria moglie per adulterio, ma una donna poteva solo divorziare se l'adulterio del marito si associava alla crudeltà. L'anonimato della città portò ad un notevole aumento della prostituzione e delle relazioni sessuali illegittime. Dickens e altri scrittori associarono la prostituzione alla meccanizzazione e all'industrializzazione della vita moderna, dipingendo le prostitute come merci umane consumate e gettate via come rifiuti. I movimenti di riforma sociale tentarono di far chiudere i bordelli, qualcosa che veniva talvolta considerata un fattore di concentrazione della prostituzione di strada a Whitechapel, nell'East End di Londra, intorno al 1880.

## La civiltà britannica e l'evoluzione del mondo
Gli storici concordano sul fatto che la civiltà britannica fu il punto di partenza del progresso mondiale contemporaneo. Lo storico Guido de Ruggiero scrive: "A base della mentalità degli inglesi bisogna mettere, come elemento determinante, l'insularità, che, generando in essi un senso di naturale sicurezza, ha sviluppato sul piano spirituale la coscienza della propria autonomia e individualità, rallentando la dipendenza dei singoli di fronte allo Stato, al quale essi non si sentono legati, come i loro vicini del continente, dalla necessità della protezione e della difesa. Ne è derivato che mentre nel continente europeo l'assolutismo statale ha dominato per tantissimi secoli, in Inghilterra è durato pochissimo, sotto i Tudor, ben presto travolto dalle forze nazionali. La borghesia e la nobiltà si sono potute sviluppare non intralciate dall'azione monarchica; la religione ha avuto la possibilità di diffondersi in numerose sette, all'insegna della tolleranza. D'importanza fondamentale è stata insieme l'adozione della riforma protestante operata da Enrico VIII, per sottrarsi all'egemonia papale che dominava l'Europa di allora e che era in grado di sovvertire un monarca sgradito di un qualsiasi stato europeo destituendolo con la scomunica. La riforma di Martin Lutero contiene in sé un impulso alla responsabilità individuale ed è stata senza dubbio un sostegno alla rigogliosa affermazione della borghesia.
Risultato importantissimo di tutto ciò è stato che la vita privata, in tutte le sue manifestazioni, si è sviluppata rigogliosa, sottratta al livellamento e alla compressione statale, investendo perfino ciò che altrove era dominato dalla vita pubblica, imprimendovi un forte senso di autonomia e di responsabilità e creando, con le libere associazioni, insieme un correttivo all'individualismo e una remora all'ingerenza statale". La conseguenza è stata quel self-government che ha permesso agli inglesi di darsi istituzioni politiche e amministrative decentrate e autonome, e alle colonie, fondate da loro, di rendersi successivamente indipendenti dalla madrepatria. Le origini e la longevità dell'impero coloniale britannico sono dunque anche dovute all'insularità.